# تركمان (اسم إثني)
التركمان كان مصطلحًا لشعب غزي من أصل تركي ، يستخدم على نطاق واسع خلال العصور الوسطى. كان الأتراك الغزية شعبًا تركيًا غربيًا، الذي في القرن الثامن من الميلاد، شكّل اتحادًا قبليًا في منطقة بين بحر العارال وبحر قزوين في آسيا الوسطى، ويتحدث فرع غزيًّا من عائلة اللغات التركية.
لفظ التركمان هو في الأصل اسم أجنبي، يعود تاريخه إلى العصور الوسطى العليا، إلى جانب الاسم القديم والمألوف "ترك والأسماء القبلية مثل "بايات"، و"بياندور"، و"أفشار"، و"قايي". بحلول القرن العاشر، كانت المصادر الإسلامية تشير إلى الأتراك الغزية باعتبارهم التركمان المسلمين، على عكس الأتراك التنغريين أو البوذيين. دخلت هذه الكلمة إلى استخدام العالم الغربي من خلال البيزنطيين في القرن الثاني عشر، حيث كان الأتراك الغزية في ذلك الوقت مسلمين بأغلبية ساحقة. وفي وقت لاحق، استُبدل مصطلح "الغزية" تدريجيًا بمصطلح "التركمان" بين الأتراك الغزية أنفسهم، وبالتالي تحول الاسم الأجنبي إلى اسم داخلي، وهي العملية التي اكتملت بحلول بداية القرن الثالث عشر.
في الأناضول، منذ أواخر العصور الوسطى، استُبدل مصطلح "التركمان" بمصطلح "العثماني"، الذي جاء من اسم الإمبراطورية العثمانية وسلالتها الحاكمة. ويبقى هذا الاسم كاسم محلي لقبائل شبه بدوية من التيريكيمي، وهي مجموعة عرقية فرعية من الشعب الأذربيجاني.
اليوم، نسبة كبيرة من سكان أذربيجان وتركيا وتركمانستان هم من نسل الأتراك الغزية (التركمان)، واللغات التي يتحدثون بها تنتمي إلى مجموعة الغزية من عائلة اللغة التركية. اعتبارًا من أوائل القرن الحادي والعشرين، لا يزال هذا الاسم العرقي مستخدمًا من التركمان في آسيا الوسطى، السكان الرئيسين في تركمانستان، الذين لديهم مجموعات كبيرة في إيران وأفغانستان وروسيا، بالإضافة إلى التركمان العراقيين والسوريين، هم أحفاد الأتراك الغزية الآخرين؛ حيث إن السلاجقة والعثمانيين من الأتراك الغزية.

## علم أصول الكلمات والتاريخ

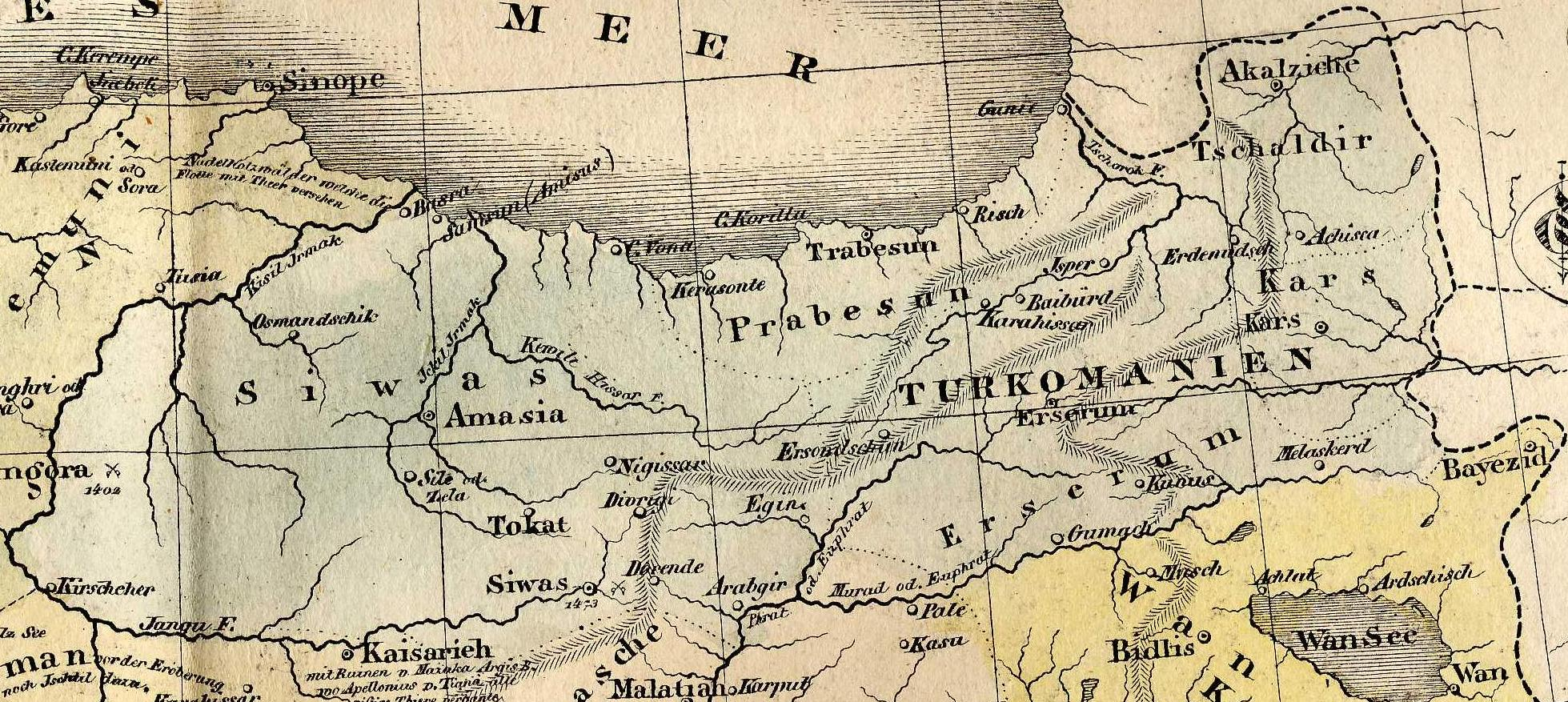
تركمانية الدولة العثمانية

الرأي السائد حاليًا بشأن أصل الكلمة العرقية تركمان هو أنها مشتقة من كلمة ترك واللاحقة التركية المؤكدة -مان، والتي تعني "أكثر الأتراك تركية" أو "الأتراك ذوي الدم النقي". هناك أصل شعبي يعود تاريخه إلى العصور الوسطى ويوجد في البيروني ومحمود الكاشغري، وهو يُفند الاشتقاق من اللاحقة -مان ويؤكد الاشتقاق من اللاحقة الفارسية مانه، مع الكلمة الناتجة التي تعني "مثل التركي". في حين كان هذا الاشتقاق التركي الفارسي المختلط هو الأصل السائد في الدراسات الحديثة، إلا أنه يُنظر إليه الآن على أنه غير صحيح.
ذكر ابن فضلان الأتراك الغزية في كتابه رحلة ابن فضلان أوائل القرن العاشر الميلادي، ولم يرد مصطلح تركمان فيه، ربما لأنهم لم يُسلموا وسيترادف المصطلح مع الإسلام لاحقًا، مع أن ابن فضلان قد ذكر أن حاكمهم دخل الإسلام ثم ارتدّ عنه. إن أول ذكر معروف لمصطلح "التركمان" أو "التركمان" أو "التركمان" جاء في أواخر القرن العاشر الميلادي في الأدب الإسلامي من الجغرافي العربي المقدسي في كتابه "أحسن التقاسيم في معرفة الأقاليم" . وفي كتابه الذي اكتمل عام 987م، كتب المقدسي عن التركمان مرتين، ووصف المنطقة بأنها حدود الممتلكات الإسلامية في آسيا الوسطى. وفقًا للمؤلفين الإسلاميين في العصور الوسطى البيروني والمروزي، فإن مصطلح التركمان يشير إلى الأتراك الغزية الذين اعتنقوا الإسلام. هناك أدلة، مع ذلك، على أن الأتراك غير الغزية مثل الكارلوك كانوا يطلق عليهم أيضًا اسم التركمان؛ يقترح كافيس أوغلو (1958) أن التركمان قد يكونون المعادل لدى الكارلوك للمصطلح السياسي لدى الجوكتورك كوك تورك. في وقت لاحق خلال العصور الوسطى، تم استخدام المصطلح على نطاق واسع للإشارة إلى الأتراك الغزية، وهم شعب تركي غربي، أسسوا اتحادًا قبليًا كبيرًا يسمى أوغوز ياغغو في القرن الثامن الميلادي. احتلت هذه الدولة، التي كان سكانها يتحدثون اللغة الغزية التركية، منطقة بين بحر آرال وبحر قزوين في آسيا الوسطى.
ظهر السلاجقة في بداية القرن الحادي عشر في بلاد ما وراء النهر. اجتمع شعب الأتراك الغزية المسلم، الذي كان يُعرف عمومًا بالتركمان في ذلك الوقت، حول قبيلة القينق التي شكلت جوهر الاتحاد القبلي السلجوقي المستقبلي والدولة السلجوقية التي أنشؤوها في القرن الحادي عشر.

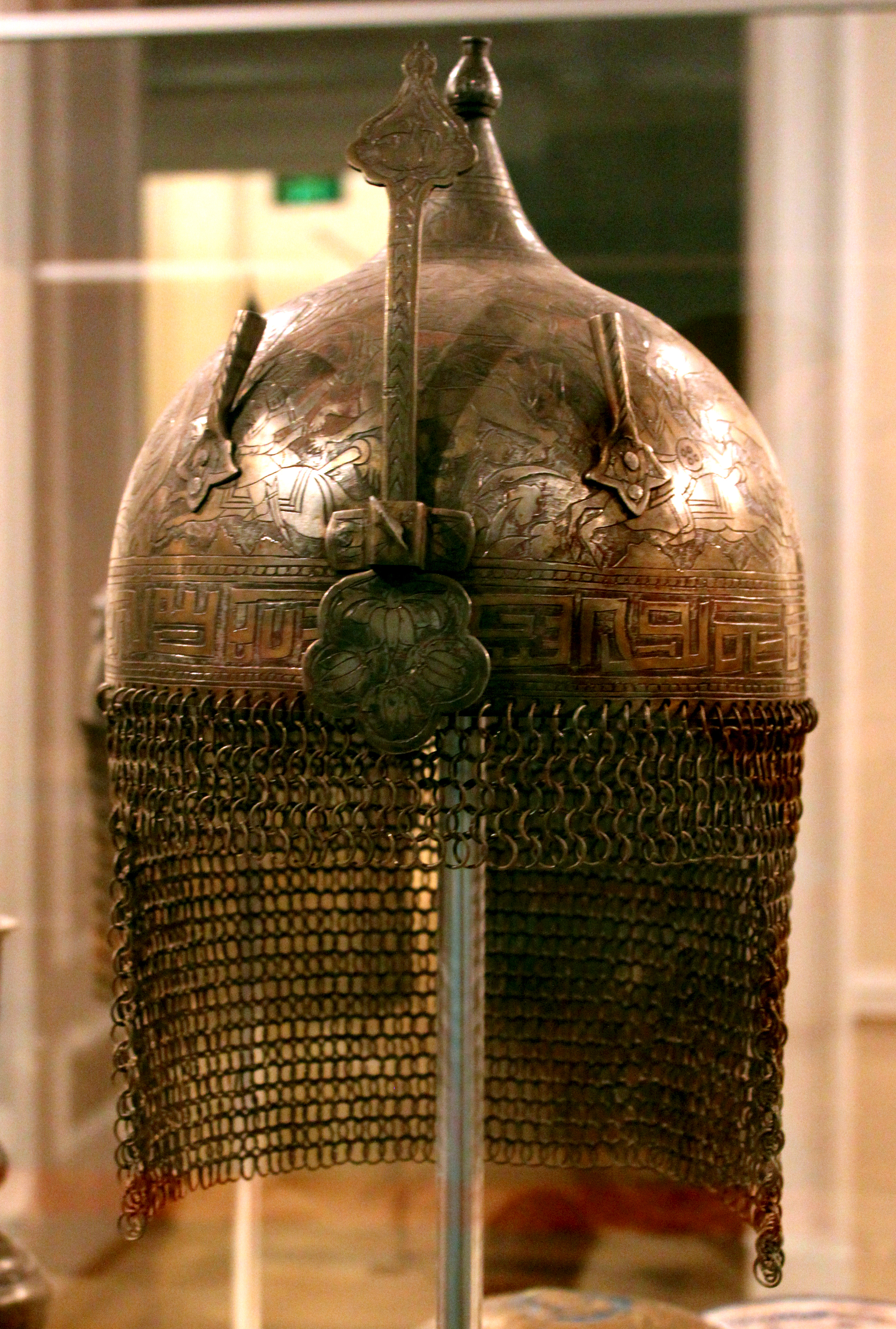
خوذة قره كويونلو التركمانية من العصور الوسطى

منذ العصر السلجوقي، أنشأ سلاطين السلالة مستوطنات عسكرية في أجزاء من الشرق الأدنى والأوسط لتعزيز قوتهم؛ وأنشؤوا مستوطنات تركمانية كبيرة في الشام والعراق وشرق الأناضول. بعد معركة ملاذكرد، استوطن الأتراك الغزية على نطاق واسع في جميع أنحاء الأناضول وأذربيجان. في القرن الحادي عشر، كان التركمان يسكنون أران بكثافة. كتب الكاتب الفارسي المروزي في القرن الثاني عشر عن وصول التركمان إلى الأراضي الإسلامية، وصوّرهم كأشخاص ذوي شخصية نبيلة أقوياء ومثابرين في المعركة بسبب نمط حياتهم البدوي، وأطلق عليهم لقب السلاطين (الحكام).
دخلت كلمة "تركمان" إلى استخدام العالم الغربي من خلال البيزنطيين في القرن الثاني عشر. بحلول بداية القرن الثالث عشر، أصبح اسمًا محليًا بين الأتراك الغزية أنفسهم.
ضمَّ التركمان أيضًا قبيلتي ييفا وباياندور، والتي خرجت منها العشائر الحاكمة لدولتي قره قويونلو وآق قويونلو. بعد سقوط آق قويونلو، اتحدت القبائل التركمانية جزئيًا تحت اسمهم الخاص، على سبيل المثال الأفشار ، والحاجيلو، والبورناك، والديجر، والمفسيلو، في اتحاد قبلي تركماني قزلباش.

## الثقافة

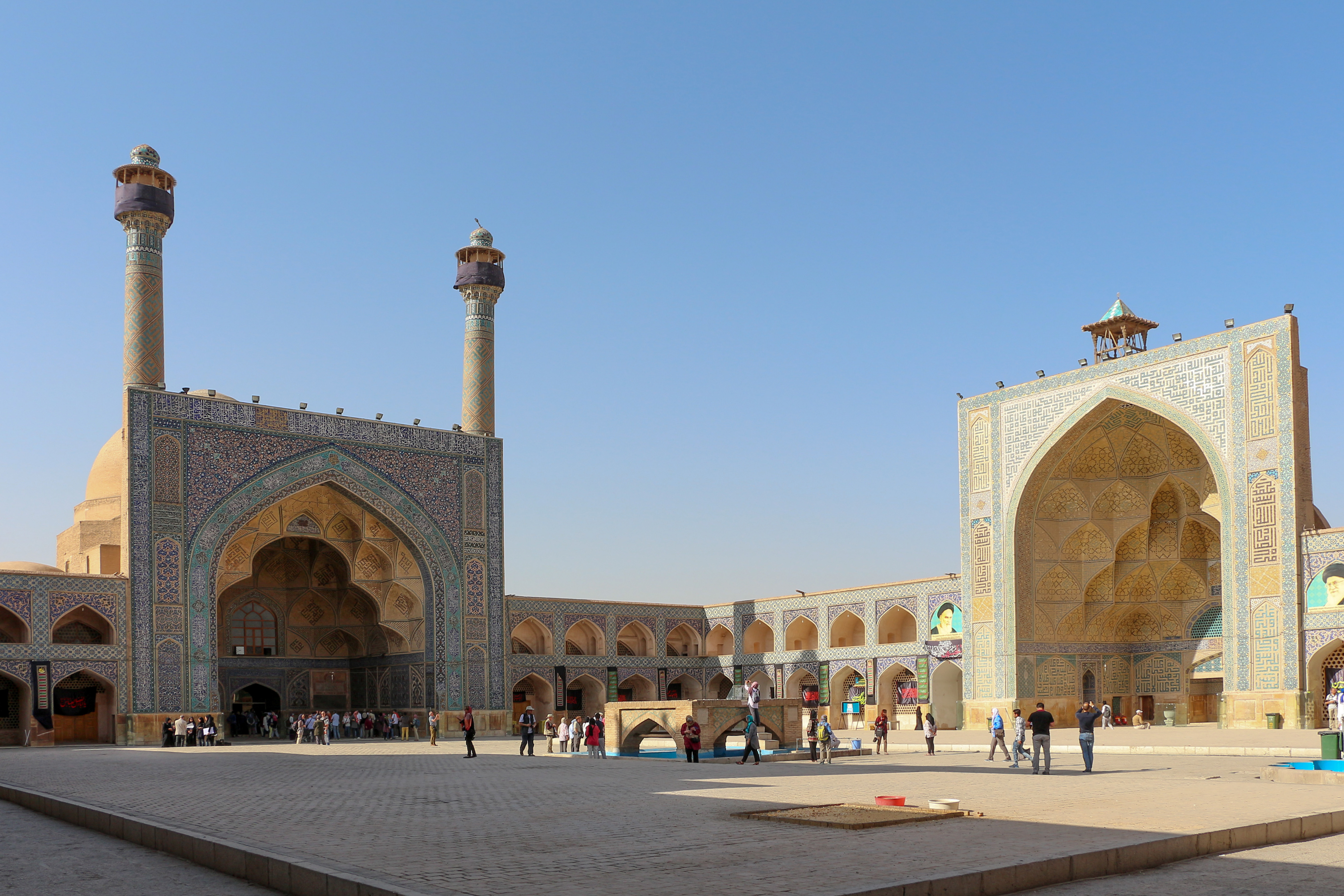
مسجد جامع أصفهان، بُني في العصر السلجوقي (أوائل القرن الثاني عشر)

بحلول القرن العاشر الميلادي، أصبح التركمان أغلبهم من المسلمين. ثم وجدوا أنفسهم فيما بعد منقسمين إلى فرعين من الإسلام: السنة والشيعة؛ ووصل هذا ذروته حين اتخذ الأتراك العثمانيون المذهب السني دينًا للدولة، فردّ عليهم الأتراك الصفويون باتخاذ المذهب الشيعي دينًا للدولة حيث إنه لا يجوز وجود وليين للأمر في المذهب السني، لذلك قرّر الصفويون تجنّب الحرب والنأي بأنفسهم. ساهم التركمان في العصور الوسطى بشكل ملحوظ في توسع الإسلام من خلال فتوحاتهم الواسعة، وخاصة تلك الموجودة في الأناضول البيزنطية والقوقاز.

### اللغة

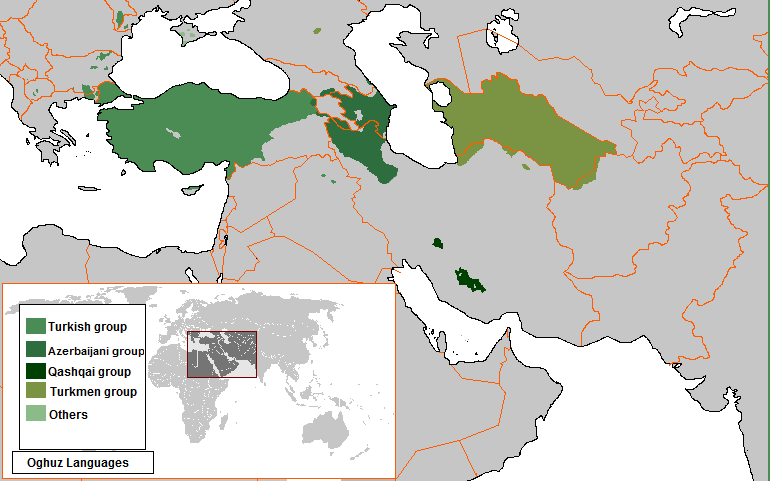
المناطق التي يتحدث فيها باللغات التركية الغزيّة اليوم

تحدث التركمان في المقام الأول لغات تنتمي أو تنتمي إلى فرع الغزية من اللغات التركية، والتي تضمنت لغات ولهجات مثل السلاجقة، والتركية الأناضولية القديمة، والتركية العثمانية القديمة. استشهد كاشغري بالخصائص الصوتية والمعجمية والنحوية للغة التركمان الغزية؛ كما حدد أيضًا العديد من اللهجات وقدم بضعة أمثلة توضح الاختلافات.
اللغة الأناضولية القديمة، التي أدخلها السلاجقة التركمان إلى الأناضول الذين هاجروا غربًا من آسيا الوسطى إلى خراسان ثم إلى الأناضول أثناء التوسع السلجوقي في القرن الحادي عشر، كانت منتشرة على نطاق واسع بين التركمان في المنطقة حتى القرن الخامس عشر. وهي أيضًا واحدة من اللغات القديمة المعروفة ضمن مجموعة الغزية من اللغات التركية، إلى جانب اللغة العثمانية القديمة. إنها تعرض خصائص معينة غريبة على لغات الغزية الشرقية مثل اللغات التركمانية الحديثة واللغات التركية الخراسانية، بدلًا من لغات الغزية الغربية مثل التركية أو الأذربيجانية. مثل هذه السمات التركية الأناضولية القديمة مثل "بول-" "أن يصبح" موجودة أيضًا في اللغة التركمانية الحديثة والتركية الخراسانية، أل في اللغة التركية الحديثة.

### الأدب

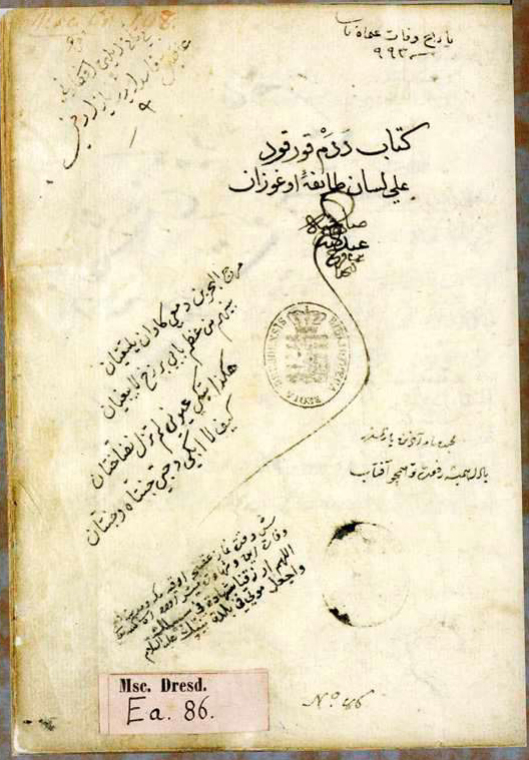
غلاف مخطوطة دريسدن لكتاب ديده كوركوت ، المعنون بكتاب جدي كوركوت حسب لغة قبيلة الغزية

يعتبر كتاب ديده كوركوت تحفة فنية من روائع الغزية. تشمل الأعمال الأدبية البارزة الأخرى التي تم إنتاجها خلال العصور الوسطى العليا أيضًا غزي نامه وبطل غازي نامه و دنشمند الغازي نامه وكرغلي الملاحم، التي تشكل جزءًا من التاريخ الأدبي للأذربيجانيين، وأتراك تركيا، والتركمان.
كتاب ديده كوركوت هو مجموعة من الملاحم والقصص التي تشهد على اللغة وطريقة الحياة والأديان والتقاليد والأعراف الاجتماعية للأتراك الغزية.

### الاستخدام الحديث

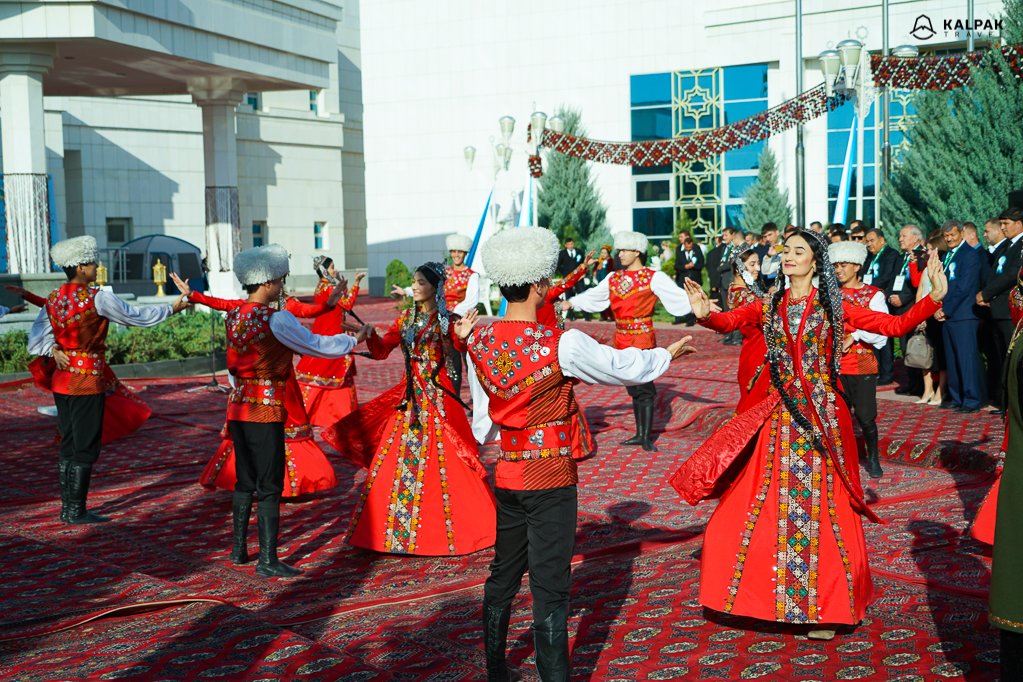
التركمان في الأزياء الوطنية، تركمانستان

في الأناضول في أواخر العصور الوسطى، استُبدل مصطلح "التركمان" تدريجيًا بمصطلح "العثمانيين". ظلت الطبقة الحاكمة العثمانية تعتبر نفسها عثمانية حتى القرن التاسع عشر. في أواخر القرن التاسع عشر، عندما تبنى العثمانيون الأفكار الأوروبية عن القومية، فضلوا العودة إلى مصطلح أكثر شيوعًا وهو التركي بدلًا من التركمان، في حين كان مصطلح التركي يُستخدم في السابق للإشارة حصريًا إلى الفلاحين الأناضوليين. بينما ظلّ التركمان الذين أصبحوا لاحقًا يعيشون في بلاد عربية يُسمون أنفسهم (تركمان). إن لفظ تركمان استُخدم لوصف الأتراك الغزية المسلمين، الذين هاجر بعضهم. مما كوّن فرعين، تركمان الشرق ويعيشون في تركمانستان وأفغانستان وشرق إيران وبين تركمان الغرب في تركيا وأذربيجان وغرب إيران والهلال الخصيب (أي العراق وسوريا) لأن الأخيرين يلتزمون في الغالب بالتراث والهوية العثمانية التركية عدا تركمان غرب إيران وأذربيجان الذين يلتزمون بالتراث الصفوي والأفشاري والقاجاري التركي؛ على الرغم من عدم استخدام لفظ تركمان في تركيا وأذربيجان بسبب التأثر بالأفكار الأوروبية القومية. أما بالنسبة لتركمان الغرب

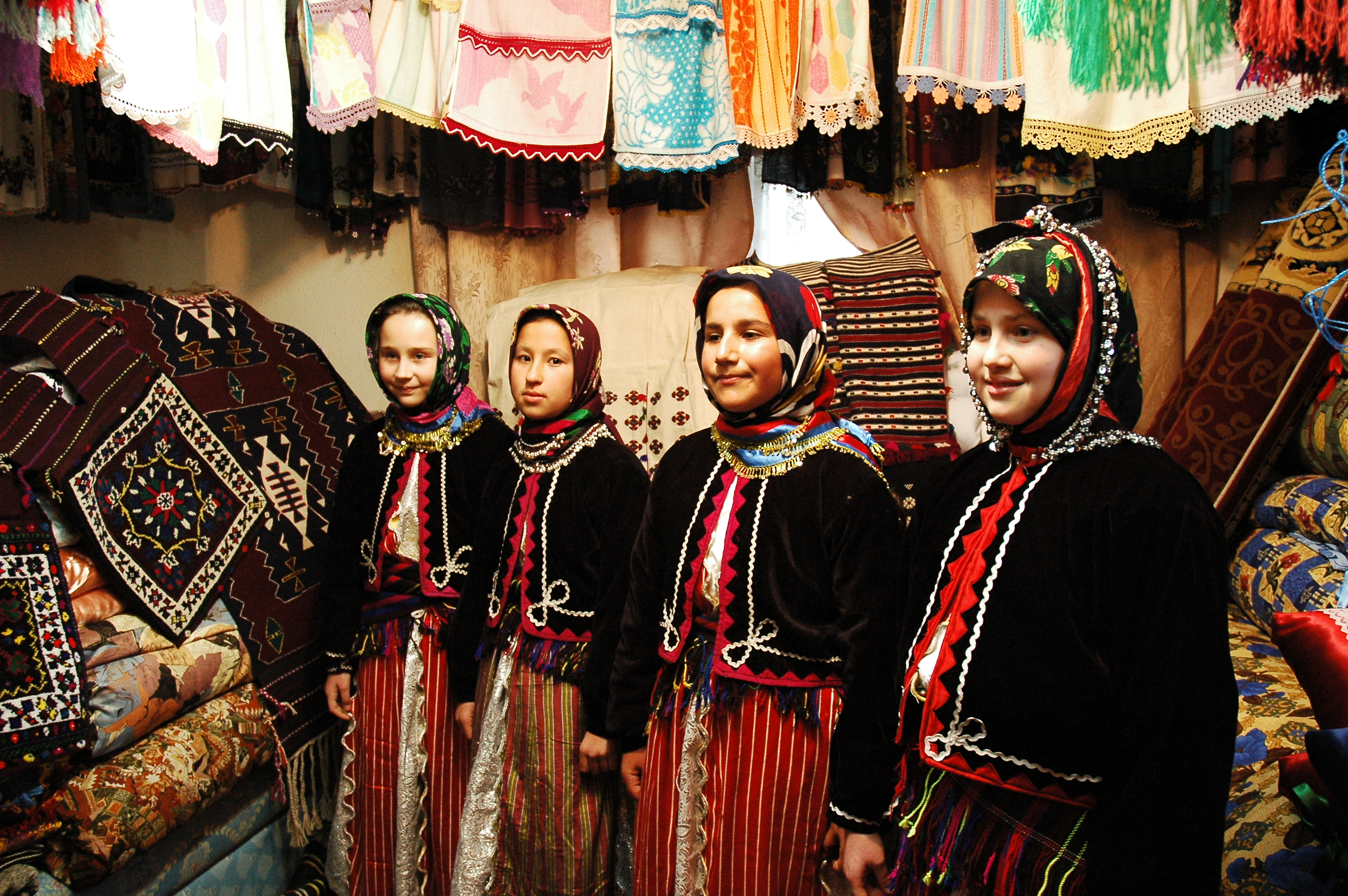
الملابس التقليدية لقرى باليكسير يوروك

استمر استخدام المصطلح بالتبادل مع مصطلحات عرقية تاريخية أخرى للشعب التركي في المنطقة، بما في ذلك الترك والتتار والعجم، حتى أوائل القرن العشرين. في أوائل القرن الحادي والعشرين، ظل "التركمان" هو الاسم الذاتي للقبائل شبه البدوية من تيريكيم، وهي مجموعة عرقية فرعية من الشعب الأذري. وينبغي التنبيه أن الأذريين على الرغم من كونهم شعبًا من أصول تركية إلا أنهم عند هجرتهم لأذربيجان وأذربيجان الإيرانية اختلطوا مع شعوب إيرانية كانت تعيش في تلك المنطقة مثل الميديين مما ترّك المنطقة لغويًّا وثقافيًّا.
في أوائل القرن الحادي والعشرين، لا يزال مصطلح التركمان يٌستخدم في وصف الأتراك الغزية في تركمانستان، وإيران، وأفغانستان، وروسيا، وأوزبكستان، وطاجيكستان وباكستان، بالإضافة إلى التركمان العراقيين والسوريين، من نسل الأتراك الغزية الذين يلتزمون في الغالب بالتراث والهوية التركية الأناضولية العثمانية. معظم التركمان العراقيين والسوريين هم من نسل الجنود والتجار والموظفين الحكوميين العثمانيين الذين نُقلوا إلى العراق من الأناضول أثناء حكم الدولة العثمانية. يُشار أيضًا إلى الأتراك في فلسطين ولبنان، والمجموعات العرقية الفرعية التركية من اليوروك، والكارابباك (المجموعة العرقية الفرعية من الأذربيجانيين)  باسم التركمان.

## قائمة الدول والسلالات ذات الأصل التركماني
| الاسم | السنوات      | الخريطة | الملاحظات                                                           |
| --- | ------------ | ------- | ------------------------------------------------------------------- |
| الدولة السلجوقية | 1037–1194    |         | - تنحدر السلالة الحاكمة من قبيلة القنق من الأتراك الغزية.           |
| الدولة الأحمديلية | 1122–1225    | –       | –                                                                   |
| الدولة السلغورية | 1148–1282    | –       | - تنحدر الأسرة الحاكمة من قبيلة سالور من الأتراك الغزية.            |
| الدولة الزنكية | 1127–1250    |         | –                                                                   |
| الدولة العثمانية | ق. 1299–1922 |         | أنشأها عثمان الأول.                                                 |
| قره قويونلو | 1374–1468    |         | - تنحدر السلالة الحاكمة من قبيلة ييوامن الأتراك الأوغوز.            |
| آق قويونلو | 1378–1508    |         | - تنحدر الأسرة الحاكمة من قبيلة باياندور من الأتراك الغزية.         |
| الدولة الصفوية | 1501–1736    |         | - كان الحكام أتراكًا غزيّة.                                           |
| سلطنة قطب شاه | 1518–1687    |         | - ينحدر من قره قويولنو.                                             |
| الدولة الأفشارية | 1736–1796    |         | - تنحدر سلالة الأفشاريين الحاكمة من قبيلة الأفشارمن الأتراك الغزية. |
| الدولة القاجارية | 1789-1925    |         | - تنحدر السلالة الحاكمة من قبيلة البايات من الأتراك الغزية.         |
| أسس التركمان أيضًا العديد من الدويلات الصغيرة في الأناضول والمناطق المجاورة، ومنها العثمانيون الذين تحولوا في البداية إلى إمبراطورية. طالع إمارات الأناضول. |              |         |                                                                     |

## قراءة إضافية
- Kellner-Heinkele, Barbara (2000). "Türkmen". In Bearman, P. J.; Bianquis, Th.; Bosworth, C. E.; van Donzel, E.; Heinrichs, W. P. (eds.). The Encyclopaedia of Islam, New Edition, Volume X: T–U (بالإنجليزية). Leiden: E. J. Brill. pp. 682–685. ISBN:90-04-11211-1.
- "TÜRKMENLER XI. yüzyıldan itibaren Oğuzlar'a verilen ad.". دائرة المعارف الإسلامية التركية (44+2 المجلدات) (بالتركية). إسطنبول: رئاسة الشؤون الدينية التركية، مركز الدراسات الإسلامية. 1988–2016.